# 1. ceremonia wręczenia Węży
1. ceremonia rozdania Węży – gala rozdania antynagród filmowych przyznawanych najgorszym polskim filmom za rok 2011. Nominacje ogłoszono 21 marca 2012 roku, a ceremonia odbyła się 1 kwietnia w Warszawie. Zwycięzcy ogłoszeni zostali za pośrednictwem serwisu YouTube, gdzie na oficjalnym kanale nagród zamieszczony został materiał wideo. Była to pierwsza i jak dotąd ostatnia ceremonia zrealizowana w ten sposób – następne prowadzone były przez Tomasza Karolaka w należącym do niego Teatrze IMKA.
Najwięcej nagród – pięć – zdobyła 1920 Bitwa warszawska. Film Weekend zdobył trzy nagrody, a Wyjazd integracyjny – dwie.

## Nominowani

### Najgorszy film
- Wyjazd integracyjny
  - 1920 Bitwa warszawska
  - Jak się pozbyć cellulitu
  - Och, Karol 2
  - Weekend

### Najgorsza aktorka
- Natasza Urbańska jako Ola Raniewska – 1920 Bitwa warszawska
  - Katarzyna Figura jako pani Jadzia – Wyjazd integracyjny
  - Małgorzata Foremniak jako Wanda – Och, Karol 2
  - Małgorzata Socha jako Maja – Weekend

### Najgorszy aktor
- Paweł Małaszyński jako Max – Weekend
  - Piotr Adamczyk jako Karol Górski – Och, Karol 2
  - Tomasz Karolak jako Gerard Kwaśniewski – Wyjazd integracyjny
  - Daniel Olbrychski jako Józef Piłsudski – 1920 Bitwa warszawska
  - Lesław Żurek jako Kuba Krzemień – Los numeros

### Najgorszy duet na ekranie
- Borys Szyc i Natasza Urbańska – 1920 Bitwa warszawska
  - Piotr Adamczyk i wszystkie jego partnerki – Och, Karol 2
  - Małgorzata Socha i Paweł Małaszyński – Weekend
  - Marek Bukowski i Maja Ostaszewska – Uwikłanie

### Najgorsza reżyseria
- Cezary Pazura – Weekend
  - Jerzy Hoffman  – 1920 Bitwa warszawska
  - Przemysław Angerman – Wyjazd integracyjny
  - Piotr Matwiejczyk – Prosto z nieba

### Najgorszy scenariusz
- Jarosław Sokół, Jerzy Hoffman – 1920 Bitwa warszawska
  - Andrzej Saramonowicz – Jak się pozbyć cellulitu
  - Joanna Wolniewicz – Los numeros
  - Piotr Wereśniak, Ilona Łepkowska – Och, Karol 2
  - Lesław Kaźmierczak – Weekend
  - Adam Karolewski, Przemysław Angerman – Wyjazd integracyjny

### Komedia, która nie śmieszy
- Weekend
  - Jak się pozbyć cellulitu
  - Los numeros
  - Och, Karol 2
  - Wyjazd integracyjny

### Żenująca scena
- Natasza Urbańska z karabinem maszynowym – 1920 Bitwa warszawska
  - Marek Bukowski jako tajemniczy snajper – Uwikłanie
  - Jan Frycz odbierający nagrodę „złotego tortu” w różowej sukience – Wyjazd integracyjny
  - Sonia Bohosiewicz badająca penisy – Wojna żeńsko-męska

### Występ poniżej godności
- Jan Frycz jako Gwidon Nochalski – Wyjazd integracyjny
  - Katarzyna Figura jako pani Jadzia – Wyjazd integracyjny
  - Jan Frycz jako komisarz – Weekend
  - Bogusław Linda jako major Bolesław Wieniawa-Długoszowski – 1920 Bitwa warszawska
  - Borys Szyc jako Jan Krynicki – 1920 Bitwa warszawska

### Najgorszy plakat
- Cudowne lato
  - Los numeros
  - Taxi A
  - Weekend
  - Wyjazd integracyjny

### Najgorszy film 3D
- 1920 Bitwa warszawska

## Podsumowanie liczby nominacji
Co najmniej dwie nominacje otrzymały następujące filmy:
10: 1920 Bitwa warszawska, Wyjazd integracyjny
9: Weekend
6: Och, Karol 2
4: Los numeros
3: Jak się pozbyć cellulitu
2: Uwikłanie